# Alexandr Halifman
Alexandr Valerievici Halifman (n. 18 ianuarie 1966, Leningrad, RSFS Rusă, URSS) este un șahist rus de origină evreiască, care deține titlul de mare maestru internațional de șah, fiind și campion mondial al FIDE (1999-2000). 